# Glamorous Sky
Singles de Nana starring Mika Nakashima
Hitoiro
(2006)
Singles par Mika Nakashima
Hitori
(2005) Cry no More
(2006)
Glamorous Sky est le 16e single de Mika Nakashima sorti sous le label Sony Music Associated Records le 31 août 2005 au Japon. C'est le premier single sous le nom Nana starring Mika Nakashima. Mika Nakashima apparaît comme Nana Ôsaki sur la pochette. Il atteint la 1re place du classement de l'Oricon. Il se vend à 120 202 exemplaires la première semaine, et reste classé pendant 28 semaines, pour un total de 444 067 exemplaires vendus. C'est le 1er de Mika Nakashima qui arrive à la première place du classement de l'Oricon, à la 2e place se trouve Endless Story de Yuna Itō, qui prendra la 1re place en 2006. Glamorous Sky arrive 10e au classement de l'Oricon de l'année 2005, c'est la position la plus élevée pour une artiste féminine, de l'année. C'est le 2e single le plus vendu de Mika Nakashima à ce jour.

## Les chansons
Glamorous Sky est une chanson rock utilisé pour le film NANA où Mika incarne le personnage de Nana Ôsaki. Cette chanson a été composée par Hyde (L'Arc-en-Ciel), tandis que les paroles ont été écrites par Ai Yazawa.
Blood et Isolation ont été utilisés pour la campagne publicitaire de Kanebo Kate.
Glamorous Sky a été reprise plusieurs fois par d'autres artistes, dont Hyde qui en a fait une version anglaise sur l'une de ses compilations. Les 4 chansons du single se trouve sur l'album The End. Glamorous Sky se trouvent également sur la compilation Best; tandis que Blood et Isolation se trouve sur la compilation No More Rules.

## Liste des titres
| 1. | Glamorous Sky                | Ai Yazawa  | Hyde            | 4:26 |
| 2. | My Medecine                  | Lori Fine  | Yasuhiro Minami | 3:38 |
| 3. | Blood                        | mmm.31f.jp | Shigekazu Koga  | 4:39 |
| 4. | Isolation                    | mmm.31f.jp | Yasuhiro Minami | 4:45 |
| 5. | Glamorous Sky (Instrumental) | Ai Yazawa  | Hyde            | 4:26 |
| 6. | My Medecine (Instrumental)   | Lori Fine  | Yasuhiro Minami | 3:36 |

Vinyl
| 1. | Glamorous Sky | Ai Yazawa | Hyde            | 4:26 |
| 2. | My Medecine   | Lori Fine | Yasuhiro Minami | 3:38 |

| 1. | Blood     | mmm.31f.jp | Shigekazu Koga  | 4:39 |
| 2. | Isolation | mmm.31f.jp | Yasuhiro Minami | 4:45 |

## Interprétations à la télévision
- Best Hit Kayousai 2005 (21 novembre 2005)
- NTV's Best Artist (30 novembre 2005)
- FNS Kayousai (7 décembre 2005)
- Music Station (23 décembre 2005)
- CDTV (31 décembre 2005)
- Japan Record Awards (31 décembre 2005)